# 西梁
西梁（555年－587年），又称后梁，為中國南北朝時期在南梁岳陽郡王、東揚州刺史蕭稱帝後殘存的政权（在西魏支持下）。國都於江陵，统治地区位于原梁朝國都建康以西，故稱“西梁”。西梁一朝共歷3帝，共三十三年，後因隋文帝楊堅廢除而亡，末代皇帝蕭琮被封為莒國公。

## 歷史
承聖三年（554），西魏陷江陵，殺梁元帝，大定元年（555年）正月於江陵立蕭詧為梁帝，在城西駐軍加以控制，蕭詧向西魏稱臣，追贈父蕭統為皇帝，制度多從梁舊制，於大定四年（558年）一度攻占了王琳控制的長沙郡、武陵郡、南平郡，大定八年（562年）去世，太子蕭巋繼位，天寶二十四年（585年）去世，太子蕭琮繼位，廣運二年（587年）隋文帝召蕭琮入朝，同時遣軍吞併，封蕭琮為莒國公。
隋朝末年统治崩溃，617—621年间，宣帝蕭詧曾孙萧铣夺取包括西梁故地在内的地盘自称梁帝，但通常不被认为西梁的延续。

## 皇帝列表
| 肖像 | 廟號 | 諡號   | 名諱 | 在世時間    | 在位時間    | 年號 | 陵寢 |
| ---- | ---- | ------ | ---- | ----------- | ----------- | ---- | ---- |
|      | 中宗 | 宣皇帝 | 蕭詧 | 519年-562年 | 555年-562年 | 大定 | 平陵 |
|      | 世宗 | 明皇帝 | 蕭巋 | 542年-585年 | 562年-585年 | 天保 | 顯陵 |
|      |      | 靖皇帝 | 蕭琮 | 558年-607年 | 585年-587年 | 廣運 |      |

## 行政区划
- 荆州（治南郡）
  - 南郡（治江陵县）
    - 江陵县（治今湖北省荆州市荆州区）

  - 新兴郡（治定襄县）
    - 定襄县
    - 广牧县
    - 安兴县

  - 监利郡（治监利县）
    - 监利县
    - 紫陵县
    - 云泽县
- 霍州（侨州）
- 平州（治漳川郡，北周在571年将平州、鄀州、基州三州归于后梁）
  - 漳川郡（治当阳县）
    - 当阳县（治今湖北省宜昌市当阳市）
    - 安居县

  - 安远郡
- 鄀州（治武宁郡）
  - 武宁郡（治乐乡县）
    - 乐乡县（治今湖北省钟祥市西北乐乡关）
    - 武山县
    - 长林县
    - 长宁县
- 基州（治章山郡）
  - 章山郡（治丰乡县）
    - 丰乡县

  - 上黄郡（治上黄县）
    - 上黄县
    - 禄馬县

## 延伸阅读
[在维基数据编辑]
 《北史·卷093》，出自李延壽《北史》